# Fuite des pôles
La fuite des pôles (de l'allemand Polflucht) est un mécanisme tectonique imaginé par Alfred Wegener en 1915 à l'appui de son hypothèse de dérive des continents.
Il imaginait qu'une composante de la force centrifuge due à la rotation de la Terre, qui s'ajoute à la gravitation (force d'Eötvös), entraînait, du fait de l'aplatissement de la Terre, une fuite des continents vers l'équateur.
Cette hypothèse fut développée par Paul Sophus Epstein en 1920, mais on sait aujourd'hui que cette force est beaucoup trop faible pour expliquer la tectonique des plaques. La rigidité des couches situées au-dessous de la croute terrestre est bien plus grande que ne le pensait Wegener.